# ACE Aviation Holdings
ACE Aviation Holdings ist eine kanadische Holdinggesellschaft mit Sitz in Montréal und war die Muttergesellschaft der kanadischen Fluggesellschaft Air Canada.

## Geschichte
ACE Aviation Holding wurde 2004 gegründet, um für die insolvente Fluggesellschaft Air Canada eine neue Muttergesellschaft zu schaffen und so den Zustand der Zahlungsunfähigkeit nach Chapter 11 zu beenden.
Im November 2012 verkaufte ACE Aviation Holdings ihre Anteile an der Air Canada.

## Ehemalige Tochtergesellschaften
- Aeroplan
- Air Canada
- Air Canada Cargo
- Air Canada Express
- Air Canada Jazz
- Air Canada Jetz
- Air Canada Rouge
- Air Canada Tango
- Air Canada Vacations
- Zip (Fluggesellschaft)